# 朝鮮人民軍 (報紙)
《朝鮮人民軍》 （朝鲜语：／）是朝鮮人民軍軍報，也是朝鲜国防省的機關報。創立於1948年7月10日。在金正日执政时期，每年元旦会与《劳动新闻》（黨報）、《青年前卫》（青年報）发表新年联合社論。且由於朝鮮實行先軍政治，一些國家重要消息（如金正恩接班）由軍方媒體率先透露並加以宣傳。